# Бенинген
Бенинген (њем. Benningen) општина је у њемачкој савезној држави Баварска. Једно је од 52 општинска средишта округа Унтералгој. Према процјени из 2010. у општини је живјело 2.062 становника. Посједује регионалну шифру (AGS) 9778118.

## Географски и демографски подаци
Бенинген се налази у савезној држави Баварска у округу Унтералгој. Општина се налази на надморској висини од 601 метра. Површина општине износи 11,2 km². У самом мјесту је, према процјени из 2010. године, живјело 2.062 становника. Просјечна густина становништва износи 185 становника/km².